# アキタブキ
アキタブキ（秋田蕗、学名：Petasites japonicus subsp. giganteus）は、キク科フキ属の多年草であるフキの亜種。エゾブキ、オオブキとも呼ばれる。ラワンブキ（螺湾蕗）は、アキタブキの一種。

## 特徴
和名の由来は、フキの変種で、秋田に自生したことからアキタブキ（秋田蕗）と名付けられた。日本原産で、主に本州北部（秋田県、岩手県）、北海道、千島、樺太に分布している。葉柄が1メートルから2メートル、葉の直径は1.5メートルとなり、食用とする。秋田県を中心に加工用として約1ヘクタール (ha) 栽培されている。
特に寒冷地では牧草地で大繁殖する。家畜が食べないので畜産農家からは嫌われている。
江戸時代、秋田藩主の佐竹義峯は江戸でこの傘の代わりにもなるフキの自慢をしたところ、他の藩主から信じてもらえなかった。そこで、藩主の名誉のために、領民は山野を捜索して2本の巨大フキを江戸に運び、藩主の名誉を回復したという。これにより、傘代わりにもなるこのフキの存在が国中に知られることとなった。葛飾北斎も『北斎漫画』に、フキの下で遊ぶ男たちを描いている。
葉と葉柄はにわか雨の際には傘代わりになるほど大きく、うっそうと秋田蕗が茂る場所には、コロポックルとよばれる小人が住んでいたというアイヌ伝説が残されている。

### 秋田県での利用
秋田県では秋田音頭にこの秋田蕗を傘の代わりとして利用される様子が歌われる。秋田おばこ姿の女性が秋田蕗を刈る様子が例年撮影されるほか、伝統の和菓子であるもろこしやマンホール、漆器の模様として図案化された秋田蕗が用いられるなど、食用以外でも秋田のイメージシンボル的な形で幅広く利用されている。
また、秋田蕗摺（あきたふきずり）は秋田蕗の葉脈や茎の細かい筋を布や紙に鮮明に刷り込む染色工芸で、1861年（文久2年）、宮越精次郎によって考案された。現代でもこの伝統が引き継がれ、ふすまや屏風、ふろしきなどが作られ販売されている。

## ラワンブキ
北海道足寄町の螺湾川（らわんがわ）に沿って自生するアキタブキは特に大きく、高さ2 - 3m・茎の直径が10cmに達し、「螺湾（らわん）ブキ」の名で北海道遺産に選定されている。かつては高さ4mに及ぶものもあり、馬に乗ったままその下をくぐることもできたというが、現代見られるものはそこまで大きくはない。
主な生育条件は水分が豊富で土壌が砂質であることで、収穫時期は主に6月中旬である。かつて、自然環境の変化などが原因でラワンブキの生産が減少していた時期があった。しかし、1988年にJAあしょろがラワンブキ増殖方法を編み出し、それ以来生産が安定している。ちなみに、「ラワンぶき」はJAあしょろの登録商標である。また、ラワンブキのブランド維持のために、種苗の持ち出しは禁止されている。
ラワンブキは食用となる。太く、繊維分が多いにもかかわらず、実際はやわらかく風味豊かな野菜であるため、煮物や炒め物、金平、天ぷら、味噌汁などに用いられる。普通のフキよりもカルシウムやマグネシウムなどのミネラルが豊富である。
足寄町では、ラワンブキを使用した料理、加工物を特産品として町興しに利用している。道の駅あしょろ銀河ホール21の中には足寄町出身のフォークシンガー・松山千春とラワンブキが並んだ実物大のパネルが飾られている。